# Citharoides macrolepis
Citharoides macrolepis  (лат.) — вид лучепёрых рыб семейства цитаровых, отряда камбалообразные. Распространены в западной части Индийского океана от Кении до Квазулу-Натал (Южная Африка). Максимальная длина тела 25 см. В спинном плавнике 65—72 мягких лучей. В анальном плавнике 45—50 мягких лучей. Донные рыбы. Живут на песчаных и илистых грунтах на глубине 182—200 м. Охранный статус вида не определён. Безвредны для человека и являются объектами коммерческого промысла.